# Flughafen Keflavík

i8
i11
i13

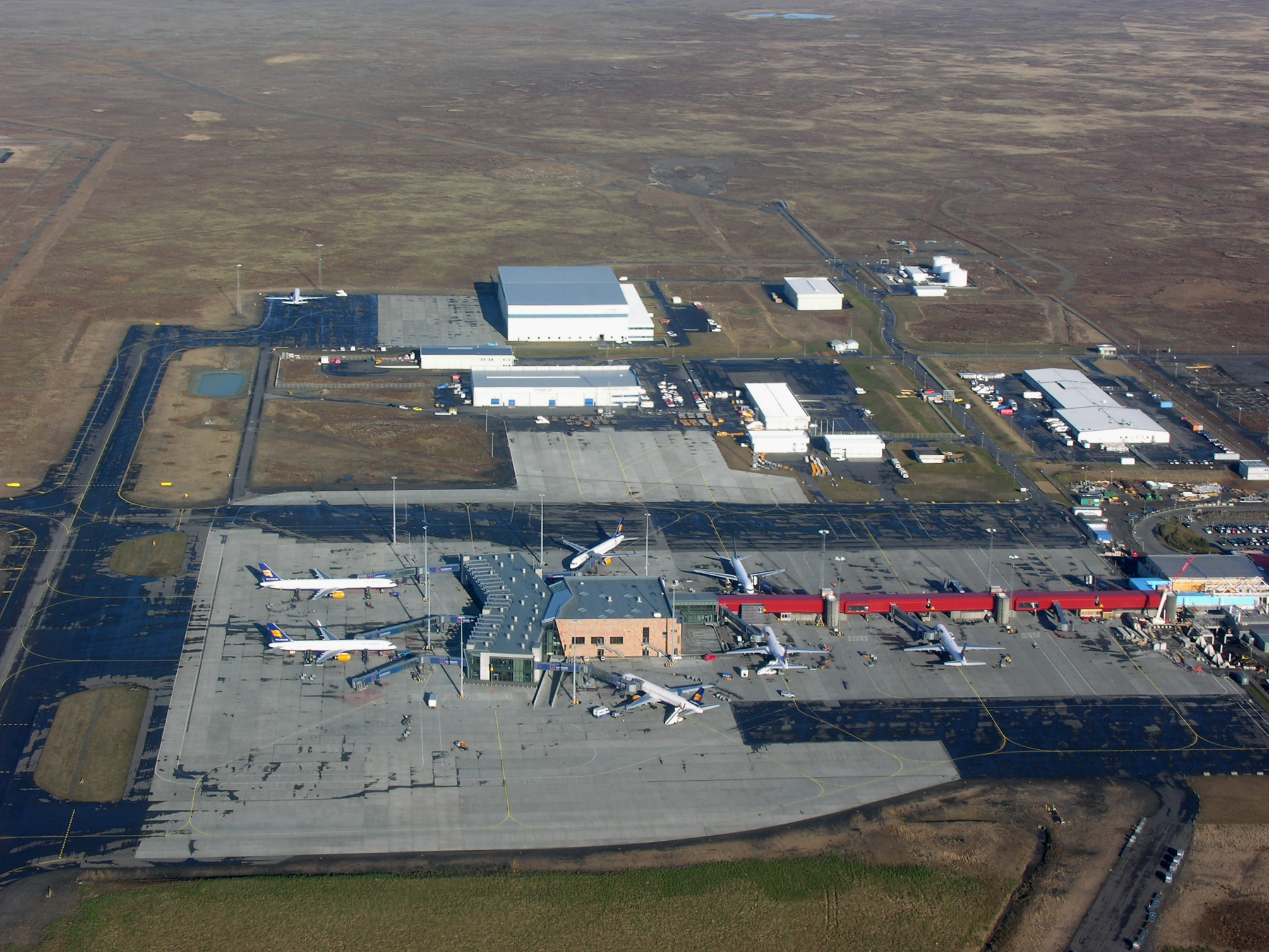
Vorfeld und Flugsteige, Hangars, Fracht- und Kühlhäuser

Der Flughafen Keflavík (isl. Keflavíkurflugvöllur, engl. Keflavík International Airport, NATO-Bezeichnung Keflavík Air Base, IATA-Code: KEF, ICAO-Code: BIKF) ist der größte Flughafen Islands. Dort wird fast der gesamte internationale zivile und militärische Flugverkehr der Insel abgewickelt.

## Lage und Verkehrsanbindung

Flughafendiagramm

Der Flughafen liegt an der Südwestspitze Islands in Keflavík auf der Halbinsel Reykjanesskagi innerhalb der Gemeinde Reykjanesbær, 40 km südwestlich der isländischen Hauptstadt Reykjavík sowie des Flughafens Reykjavík. Die  Reykjanesbraut , eine autobahnähnliche Straße, verbindet den Flughafen mit dem Ballungsraum Reykjavík. Eine für internationale Flughäfen typische Infrastruktur für den Individualverkehr mit Taxis und Leihwagen existiert.
Busverbindung: Zwischen dem Busterminal BSÍ im Zentrum Reykjavíks und dem internationalen Flughafen verkehrt der Flybus der Gesellschaft Reykjavík-Excursions - Kynnisferðir sowie der Airport-Express der Busgesellschaft Gray Line. Die Fahrtdauer beträgt 40–50 min, zudem ist eine Anfahrt von größeren Hotels und des Flughafens Reykjavík möglich. Die Abfahrtszeiten richten sich nach dem Flugplan.
Schienenverkehr existiert nicht, es gibt aber Planungen für den Bau einer Schnellbahn nach Reykjavík.

## Zivile Luftfahrt
Mehr als 99 % aller nach Flugplan operierenden Personenflüge ab Keflavík werden international betrieben. Inlandsflüge und einige Flüge nach Grönland und auf die Färöer laufen dagegen über den Nachbarflughafen, den kleineren Flughafen Reykjavík.
Der einzige Fluggastterminal des Flughafens Keflavík trägt den Namen Flugstöð Leifs Eiríkssonar oder kurz Leifsstöð (Leif-Eriksson-Terminal). Der Terminal, seit 1987 in Betrieb, wurde 2015/16 zum dritten Mal erweitert.

### Internationaler Personenverkehr
Alle internationalen Ziele ab Keflavík liegen in Nordamerika, in Europa  und im Nahen Osten. Die Fluggesellschaft Icelandair betreibt in Keflavík ihr Luftfahrt-Drehkreuz zwischen Nordamerika und Europa mit zahlreichen Umsteigeverbindungen.
| Rang 2019 | Stadt                                        | Flüge 2015 | Flüge 2016 | Flüge 2017 | Flüge 2018 | Flüge 2019 |
| --------- | -------------------------------------------- | ---------- | ---------- | ---------- | ---------- | ---------- |
| 1         | London                                       | 4.418      | 5.319      | 6.358      | 7.220      | 5.455      |
| 2         | Kopenhagen                                   | 2.708      | 3.462      | 3.604      | 3.450      | 3.255      |
| 3         | New York                                     | 2.065      | 2.417      | 2.983      | 3.776      | 2.539      |
| 4         | Oslo                                         | 2.122      | 2.221      | 2.245      | 2.171      | 2.216      |
| 5         | Paris                                        | 1.905      | 2.606      | 2.986      | 2.805      | k. A.      |
| 6         | Amsterdam                                    | k. A.      | k. A.      | 2.259      | 2.233      | k. A.      |
| 7         | Boston                                       | 1.753      | 1.982      | 1.953      | k. A.      | k. A.      |
| 8 – 10    | Frankfurt, Stockholm, Toronto (alphabetisch) |            |            |            |            |            |

### Wirtschaft und Frachtflugverkehr
Der Flughafen ist die Basis der am Personenverkehr ausgerichteten Fluggesellschaft Icelandair, der Frachtfluggesellschaften Bluebird Nordic und Icelandair Cargo sowie der weltweit operierenden Wet-Lease Gesellschaften Air Atlanta Icelandic und Loftleiðir Icelandic.
Große wirtschaftliche Bedeutung hat der Export von Frischfisch im Frachtflugverkehr nach Nordamerika und Europa. 76 % aller isländischen Exporterlöse werden mit Fischprodukten und deren Service- und Transportleistungen erzielt. 16 % des in isländischen Gewässern gefangenen Fischs werden über Luftfracht in ihre Bestimmungsländer in Europa und Nordamerika gebracht, 2015 entsprach das einem Wert von 273 Mio. €.
Auf dem Gelände des Flughafens Keflavík befinden sich auch Kühlhäuser für Frischfisch.

## Militärische Luftfahrt

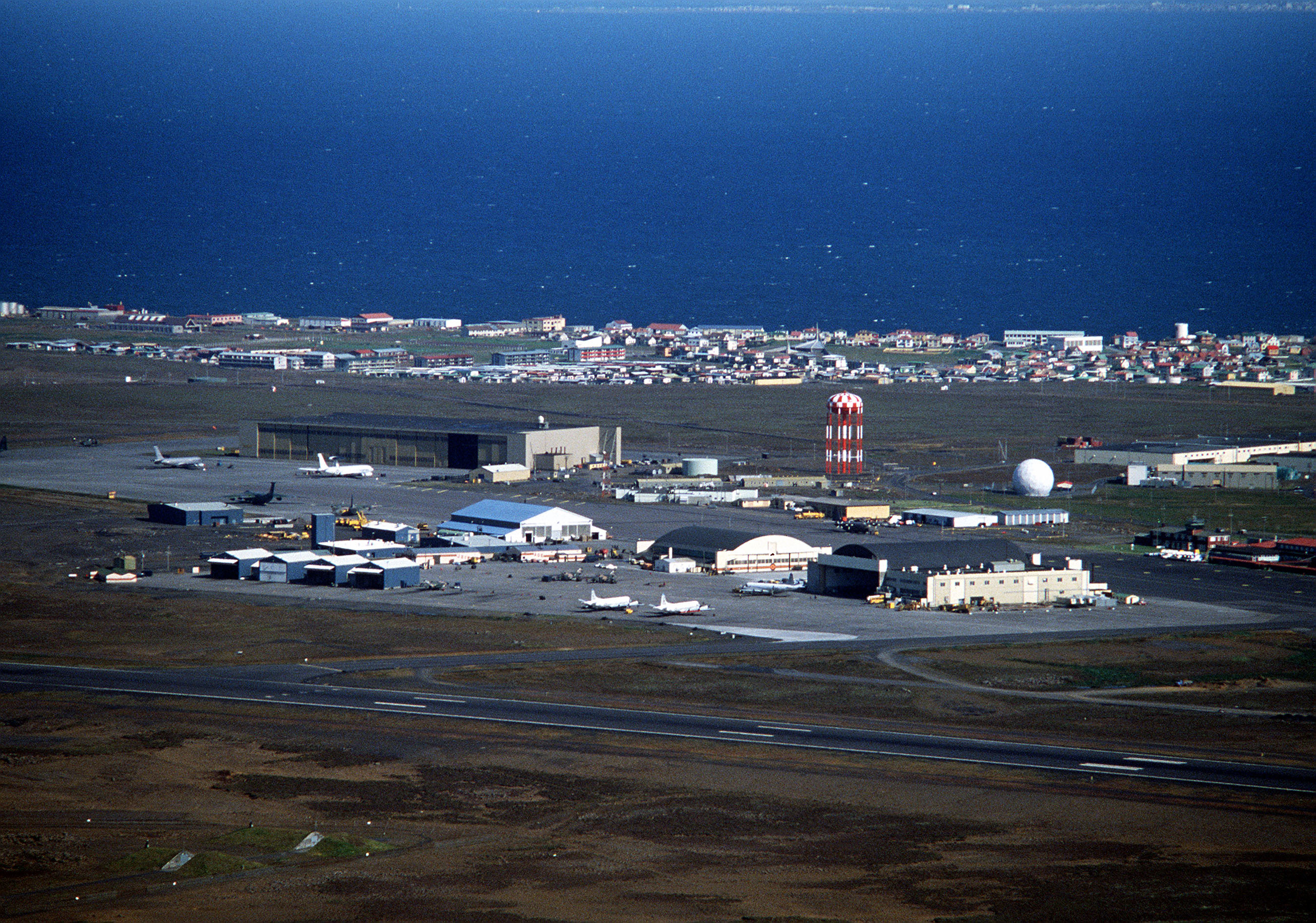
Naval Air Station Keflavik, 1982

Der Flughafen Keflavík ist auch ein NATO-Militärflugplatz mit der offiziellen Bezeichnung Keflavík Air Base, deren militärische Einrichtungen von der Isländischen Küstenwache betrieben werden. Hier existiert das NATO Iceland Air Defence System (IADS) zusammen mit einer Radarstation des Luftaufklärungssystems und des NATO Control and Reporting Centre (CRC), Keflavík. Diese Einrichtungen sind für eine weiträumige Überwachung des NATO-Luftraums im Nordatlantik zuständig.
Da Island offiziell kein Militär besitzt, wird die Keflavík Air Base seit 2008 ausschließlich im Rahmen des  Air Policing Island periodisch von militärischen Kräften der NATO-Alliierten besucht. Seit 2016 verlegen wechselnde Alliierte drei bis viermal im Jahr Kampfflugzeuge mit deren Unterstützungseinheiten nach Keflavík.
Die US Navy, die von 1951 bis 2006 die Keflavík Air Base als Naval Air Station Keflavik (NASKEF) betrieb, gab nach der Annexion der Krim durch Russland 2014 bekannt, umfangreiche Renovierungen an Hangars und anderen Einrichtungen durchführen zu wollen, um lageabhängig Seefernaufklärer des Typs Boeing P-8 „Poseidon“ stationieren zu können. Eine dauerhafte Stationierung von US-Militärflugzeugen soll es nicht geben; die für Übungen oder Einsätze in Nordeuropa benötigten Maschinen bilden eine Task Group, die TG-67.8, Teil der CTF-67 der 6. Flotte auf der NAS Sigonella.

## Verkehrszahlen
Keflavík wurde seit 2010 zunehmend das Ziel europäischer Billigfluggesellschaften. Diese können mit ihren Schmalrumpfflugzeugen (meist der A320- und B737-Familien) von Westeuropa und Skandinavien aus kostengünstig nach Keflavík und zurück fliegen, ohne auftanken zu müssen. Die Passagierzahlen stiegen daher seit 2010 mit jährlich zweistelligen Zuwachsraten an. Auch die großen Zentren der Ostküste der Vereinigten Staaten und der Region der Großen Seen in Kanada und in den USA liegen von Keflavík aus im Reichweitenbereich von Schmalrumpfflugzeugen. In nur drei Jahren (2012–2015) verdoppelte sich die Zahl der Transitpassagiere, die in Keflavík zwischen Nordamerika und Europa umstiegen. Der Flughafen Keflavík soll aufgrund der Zahlen mittelfristig von 4,5 Mio. auf eine Kapazität von 14 Mio. Passagiere ausgebaut werden. Der Rückgang im Jahr 2019 wurde wesentlich durch die Insolvenz von WOW air im März des Jahres verursacht, ab 2020 wirkte sich die COVID-19-Pandemie stark negativ aus.
| Jahr | Passagiere (insgesamt) | Passagiere (im Transit) | Luftfracht (in Tonnen) | Flugbewegungen (ohne Touch-and-Go) |
| ---- | ---------------------- | ----------------------- | ---------------------- | ---------------------------------- |
| 1994 | 1.060.049              | 440.834                 | 17.331                 | 22.941                             |
| 1997 | 1.409.017              | 634.130                 | 25.611                 | 26.369                             |
| 2000 | 1.835.265              | 759.120                 | 40.341                 | 29.433                             |
| 2003 | 1.580.400              | 423.808                 | 42.386                 | 26.079                             |
| 2006 | 2.272.917              | 535.969                 | 61.799                 | 28.710                             |
| 2007 | 2.429.144              | 536.260                 | 59.742                 | 28.559                             |
| 2008 | 2.193.434              | 438.347                 | 53.564                 | 27.729                             |
| 2009 | 1.832.944              | 398.577                 | 36.880                 | 23.989                             |
| 2010 | 2.065.188              | 580.918                 | 35.920                 | 26.917                             |
| 2011 | 2.474.806              | 745.858                 | 37.853                 | 30.129                             |
| 2012 | 2.764.026              | 776.301                 | 40.171                 | 31.950                             |
| 2013 | 3.209.848              | 927.893                 | 42.471                 | 35.747                             |
| 2014 | 3.867.425              | 1.147.810               | 42.964                 | 41.520                             |
| 2015 | 4.858.505              | 1.465.274               | 44.733                 | 46.642                             |
| 2016 | 6.821.358              | 2.198.804               | 49.620                 | 58.245                             |
| 2017 | 8.755.352              | 3.046.024               | 56.101                 | 70.702                             |
| 2018 | 9.804.388              | 3.882.619               | 59.263                 | 76.149                             |
| 2019 | 7.247.820              | 2.030.777               | 54.589                 | 61.993                             |
| 2020 | 1.373.971              | 166.678                 | 49.647                 |                                    |
| 2021 | 2.171.996              | 350.828                 | 59.494                 | 25.984                             |

## Zwischenfälle
- Am 30. März 1951 geriet eine Douglas DC-4/C-54B-1-DC der US-amerikanischen Seaboard & Western Airlines (Luftfahrzeugkennzeichen N74644) bei der Landung auf dem Flughafen Keflavík seitlich von der Landebahn ab. Sie schlug gegen eine hartgefrorene Schneewehe und fing Feuer. Das Flugzeug wurde irreparabel beschädigt. Alle sechs Besatzungsmitglieder des Frachtflugs überlebten den Unfall.[16]

- Am 3. März 1955 wurde eine Douglas DC-6/C-118A der United States Air Force (USAF) (53-3230) bei einem Landeunfall auf dem Flughafen Keflavík irreparabel beschädigt. Alle 58 Insassen, neun Besatzungsmitglieder und 49 Passagiere, überlebten den Unfall.[17]

- Am 2. März 1956 musste eine Douglas C-124C Globemaster II der United States Air Force (USAF) (53-021) auf dem Weg vom Flughafen Keflavík in die USA 385 Kilometer südwestlich von Island notgewassert werden, nachdem Probleme mit den Triebwerken aufgetreten waren. Alle 17 Insassen, Besatzungsmitglieder und Passagiere, kamen ums Leben.[18]

- Am 19. November 1966 wurde mit einer Curtiss C-46F-1-CU Commando der US-amerikanischen Carolina Aircraft Corp. (N68966) auf dem Flughafen Keflavík vor dem Start mit hoher Geschwindigkeit (50 Knoten) gerollt, um den Schnee von den Tragflächen wegzublasen, statt diese enteisen zu lassen. Beim Start begann das Flugzeug nach dem Abheben nach links zu rollen. Gegensteuern erwies sich als wirkungslos, daher wurde das Gas auf einem Triebwerk herausgezogen. Die Maschine schlug wieder auf und raste nach links von der Startbahn herunter. Das rechte Hauptfahrwerk geriet in weichen Boden und brach nach hinten weg. Das Flugzeug wurde irreparabel beschädigt. Beide Piloten, die einzigen Insassen auf dem Überführungsflug, überlebten den Unfall.[19]

- Am 15. März 1978 knickte an einer Lockheed L-1049/EC-121T Super Constellation der United States Air Force (USAF) (55-0121) beim Rollen zum Start auf dem Flughafen Keflavík plötzlich das linke Hauptfahrwerk ein. Die linke Tragfläche schlug auf dem Boden auf, der Flügelspitzentank riss ab und die Tanks wurden aufgerissen. Die Maschine fing Feuer, wurde aber noch rechtzeitig evakuiert. Alle 17 Insassen, 16 Besatzungsmitglieder und ein Passagier, überlebten den Unfall. Das Fahrwerk war aufgrund von Korrosion kollabiert.[20]

- Am 1. Oktober 1983 brach in einer Douglas DC-6/C-118A der US Navy (Bu 533257) auf dem Flughafen Keflavík in einem Hangar ein Feuer aus. Das Flugzeug wurde zerstört. Später wurde ein Verdächtiger festgenommen. Es handelte sich um einen verärgerten Soldaten, der das Kommando in Kürze verlassen wollte. Personen kamen nicht zu Schaden.[21]

- siehe unten bei den Weblinks

## Kunstobjekte
- Das „Jet Nest“ von Magnús Tómasson zeigt ein großes Stahlei, aus dem ein Jetflügel herausragt, wie ein kleiner Vogel der aus dem Ei schlüpft.
- Der „Regenbogen“ ist eine Skulptur aus Edelstahl und Buntglas von Rúrí und wurde mit einer Höhe von 24 Meter im Jahr 1991 errichtet.[22]

## Galerie

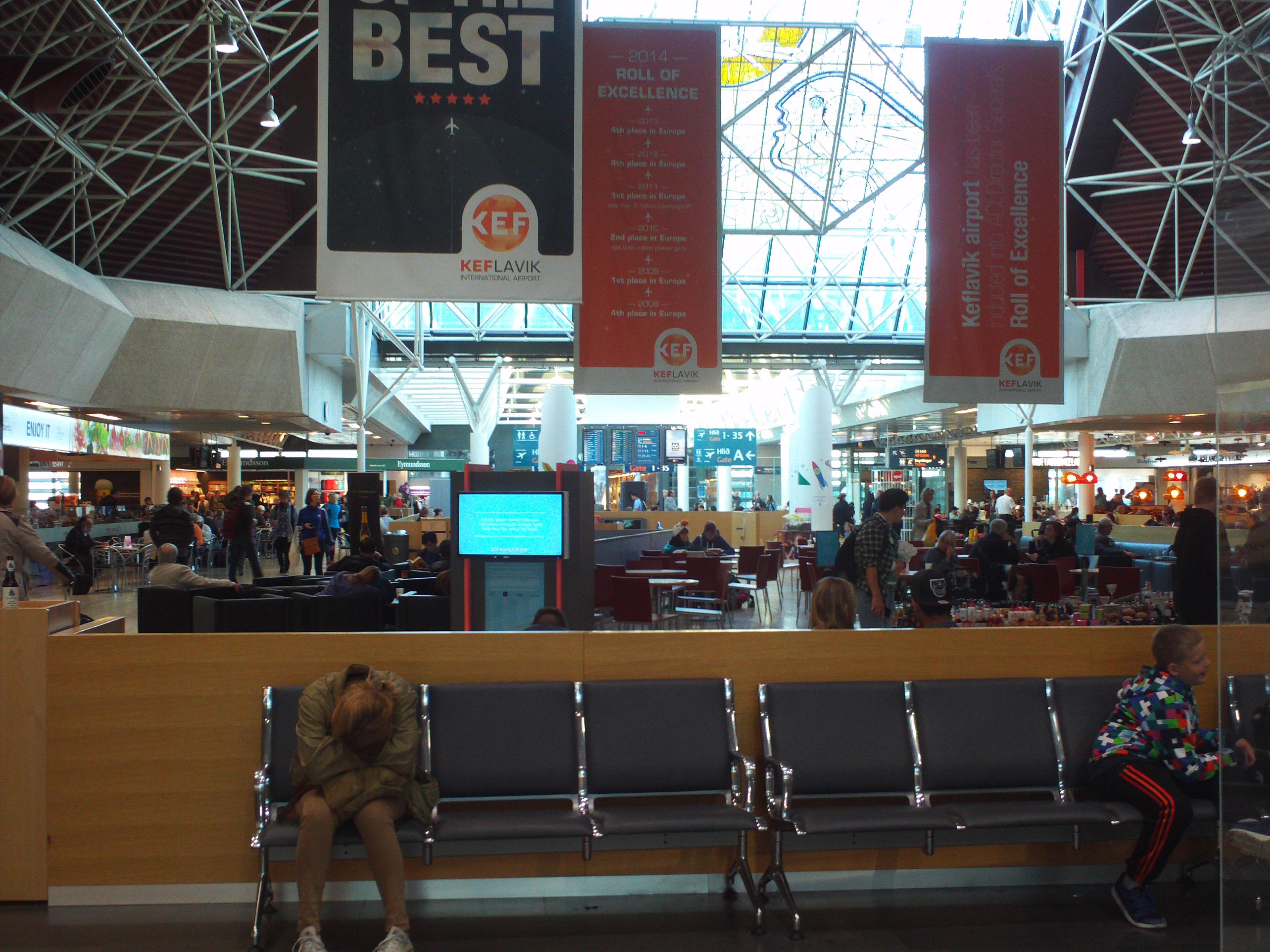
Terminalinneres
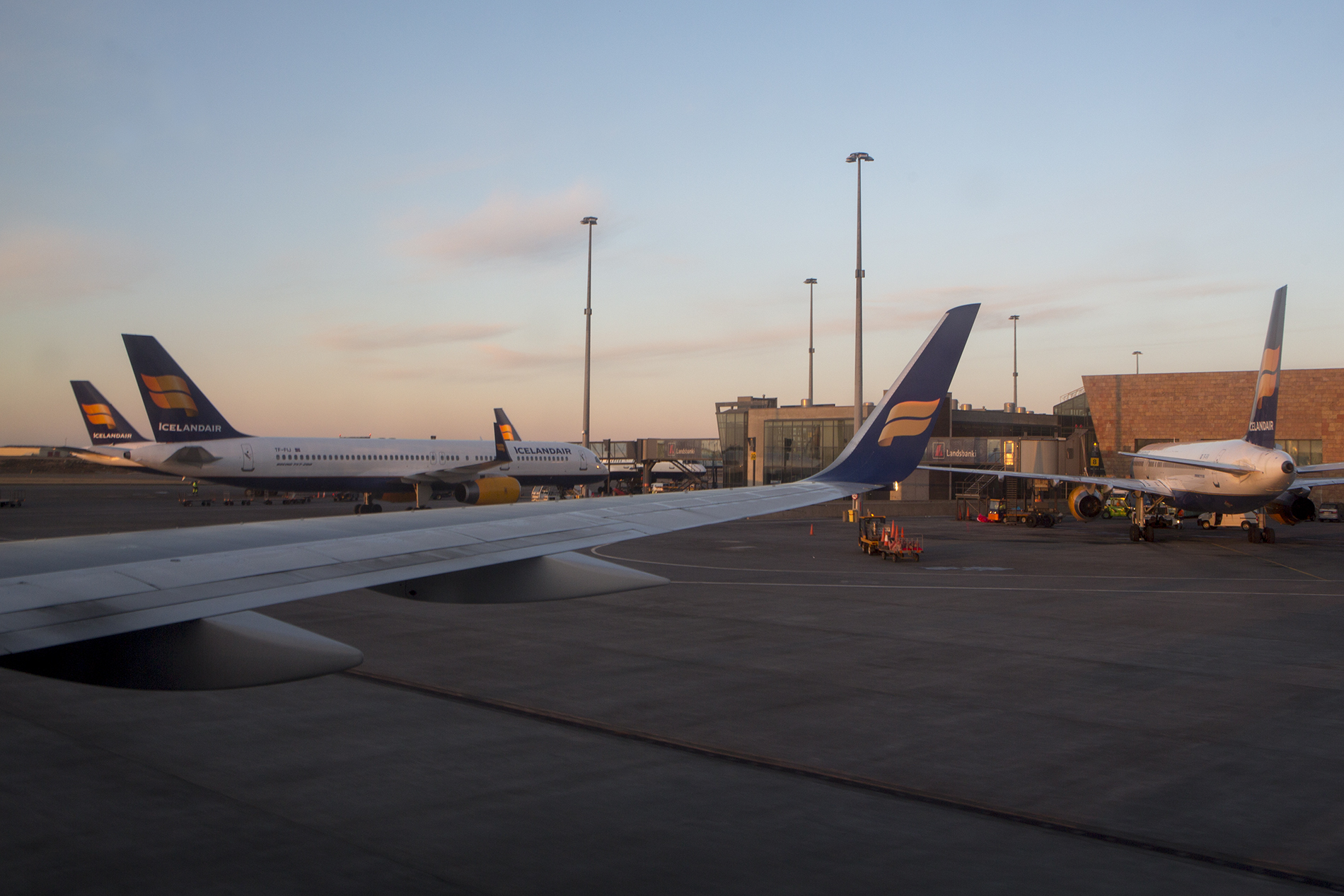
Südhaus des Terminals
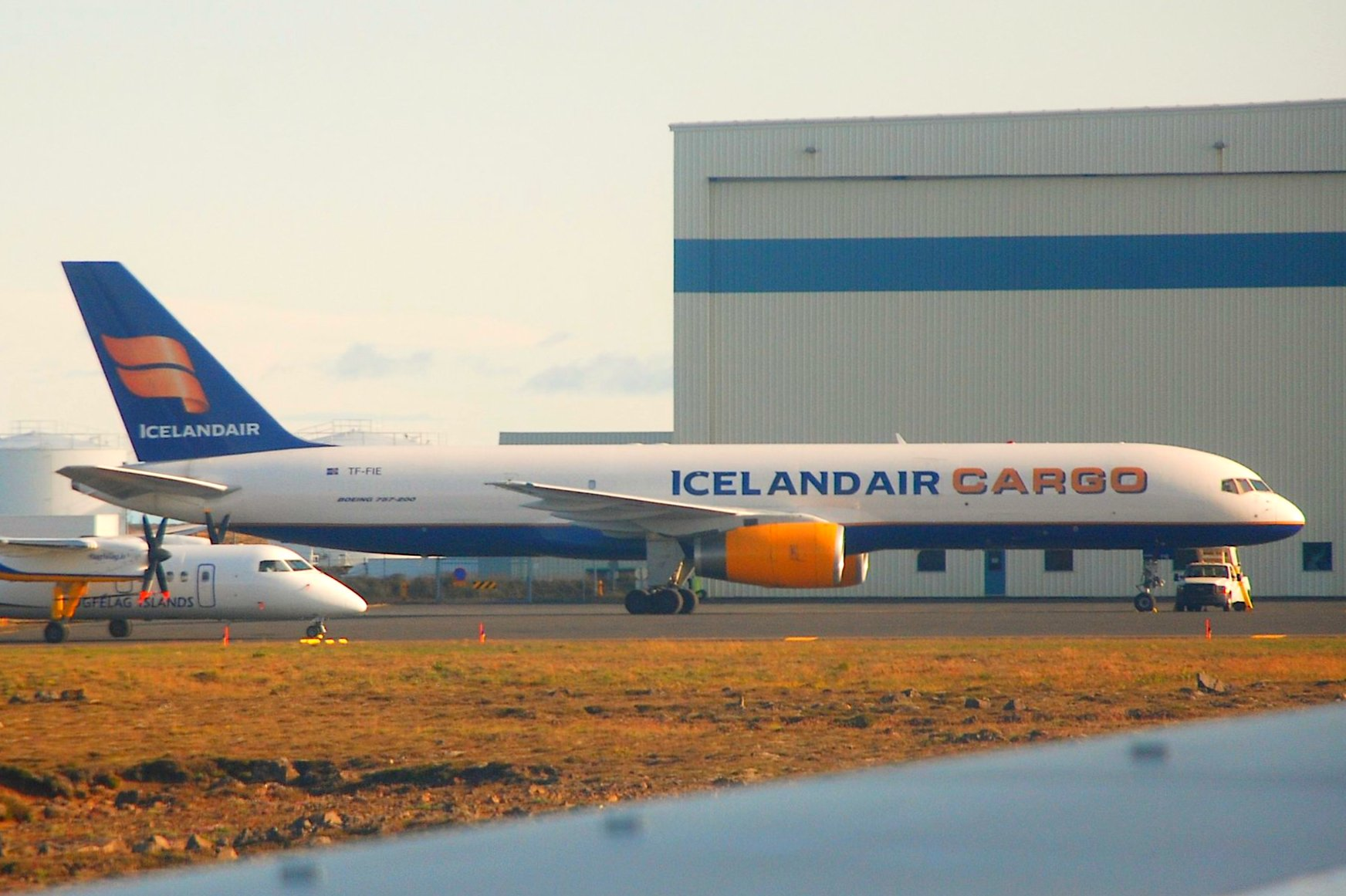
Frachtflugzeug (Icelandair Cargo)
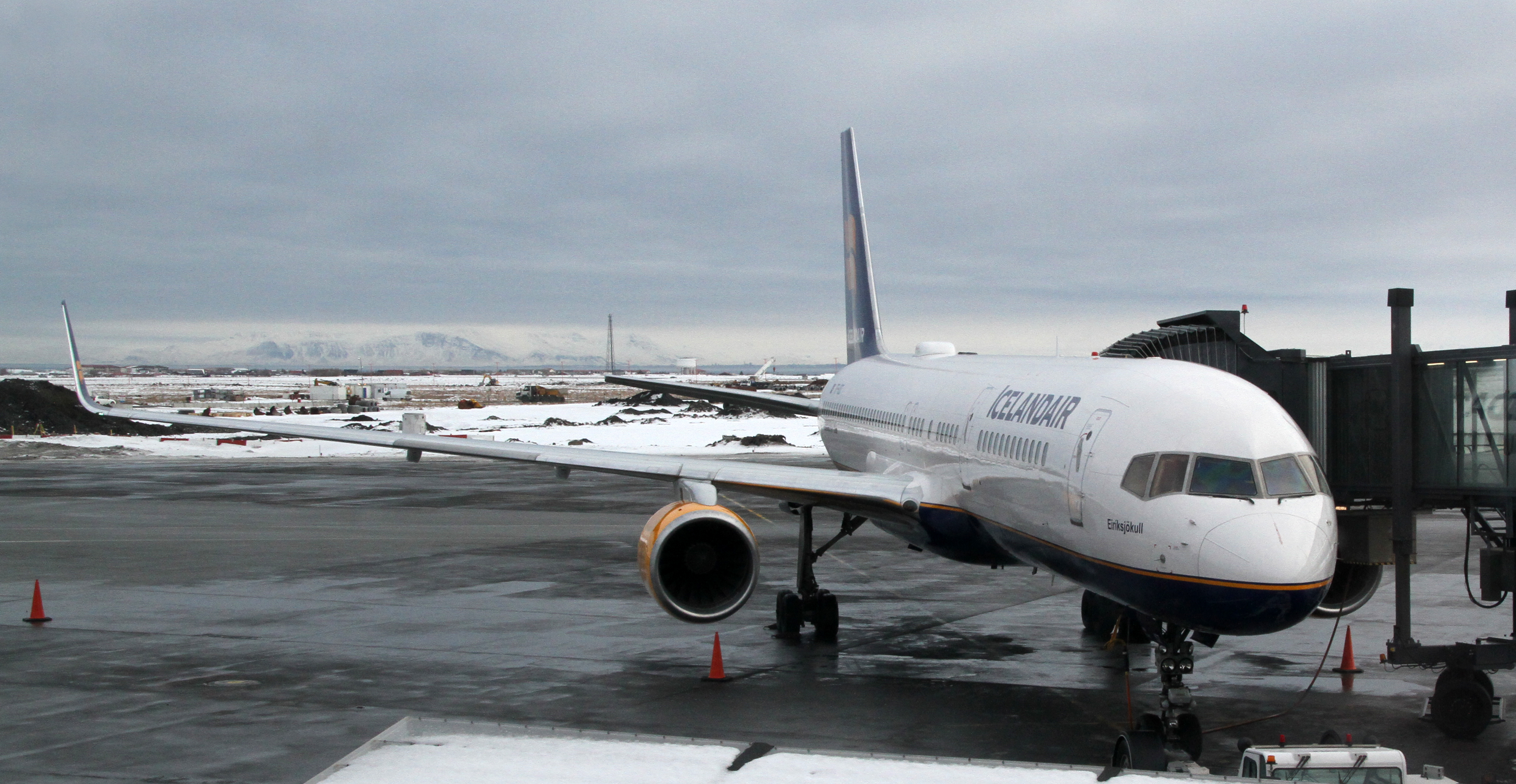
Icelandair Boeing 757 im Winter
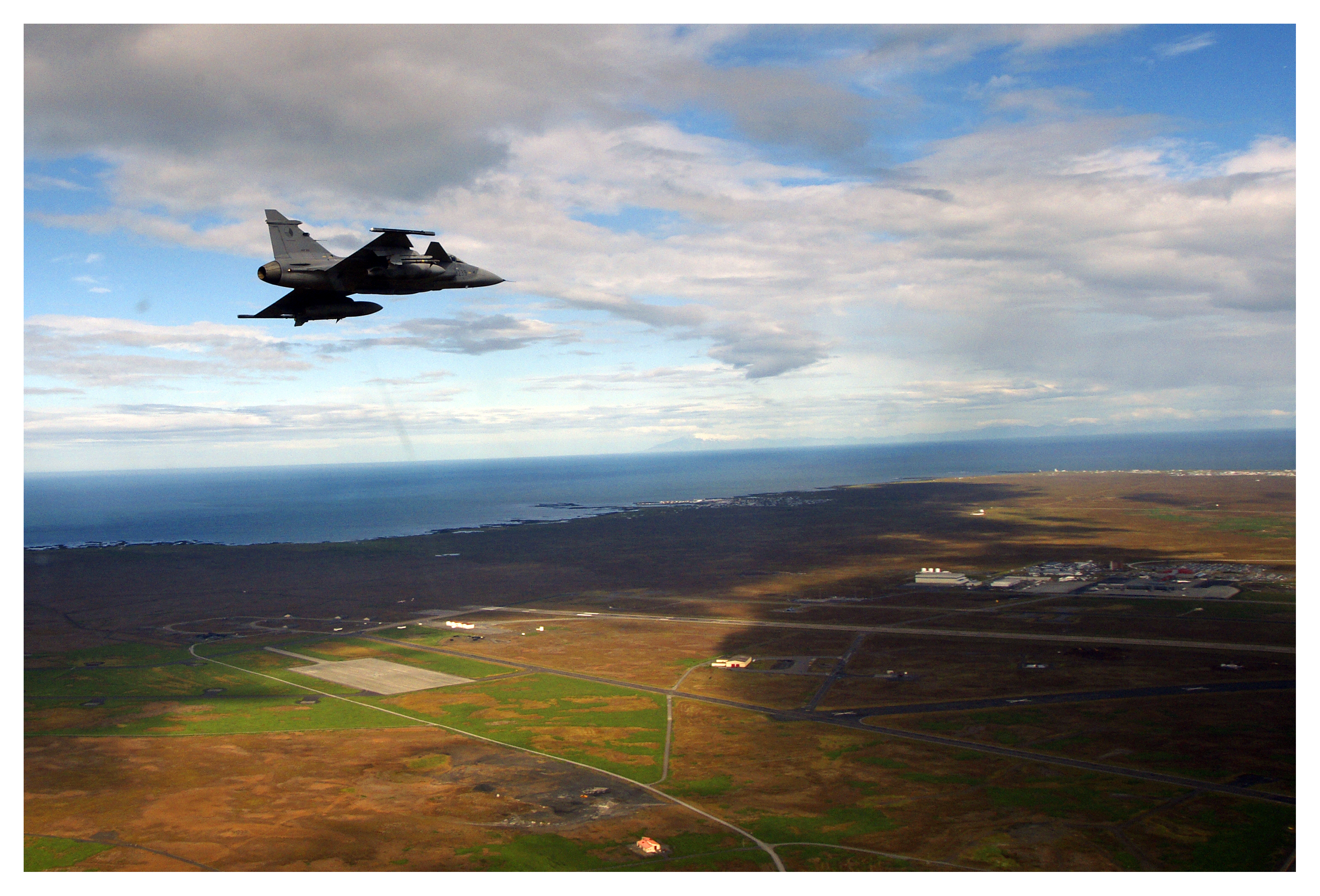
Saab JAS 39C „Gripen“ der tschechischen Luftstreitkräfte über dem Flughafen Keflavík
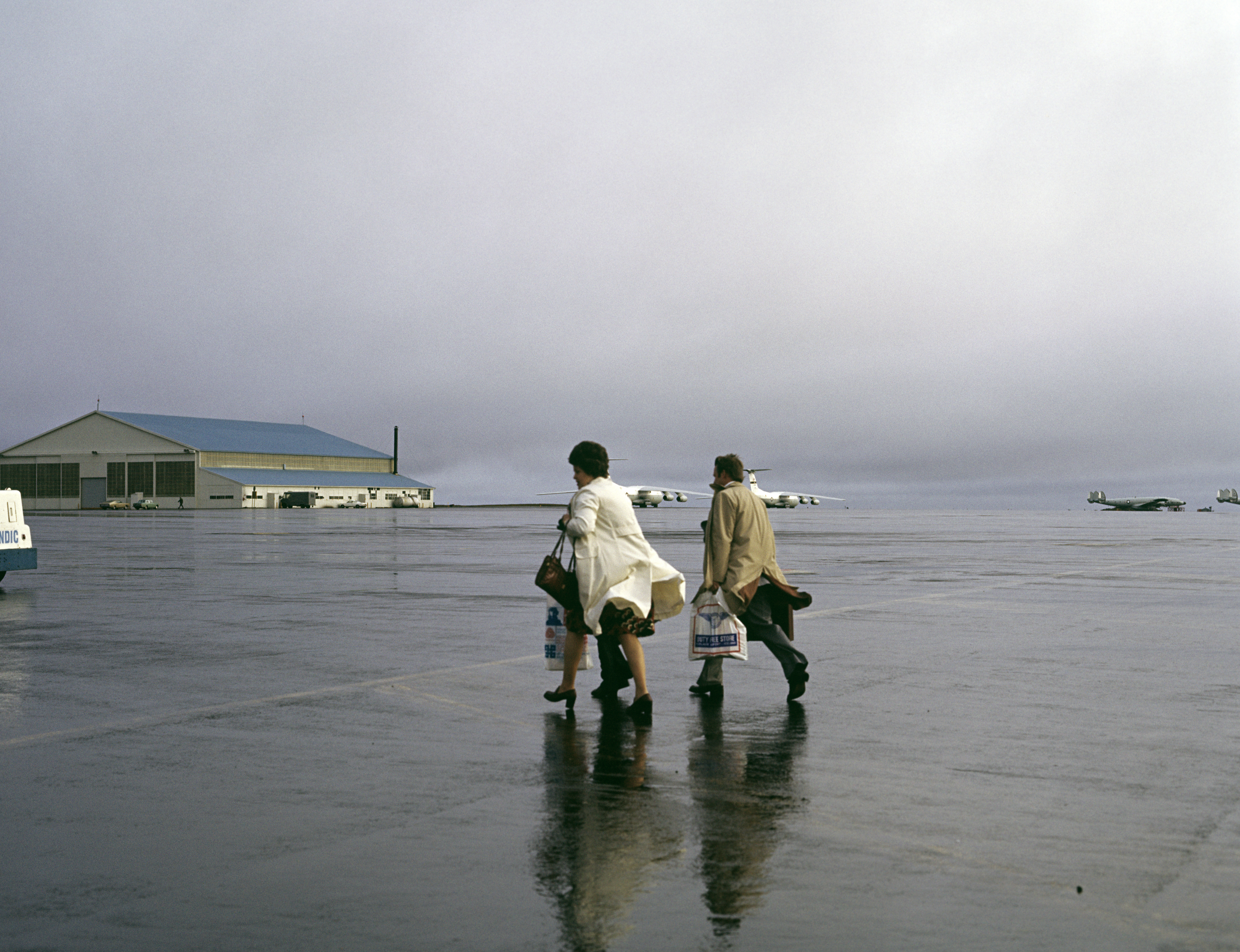
Flugankunft (1975)
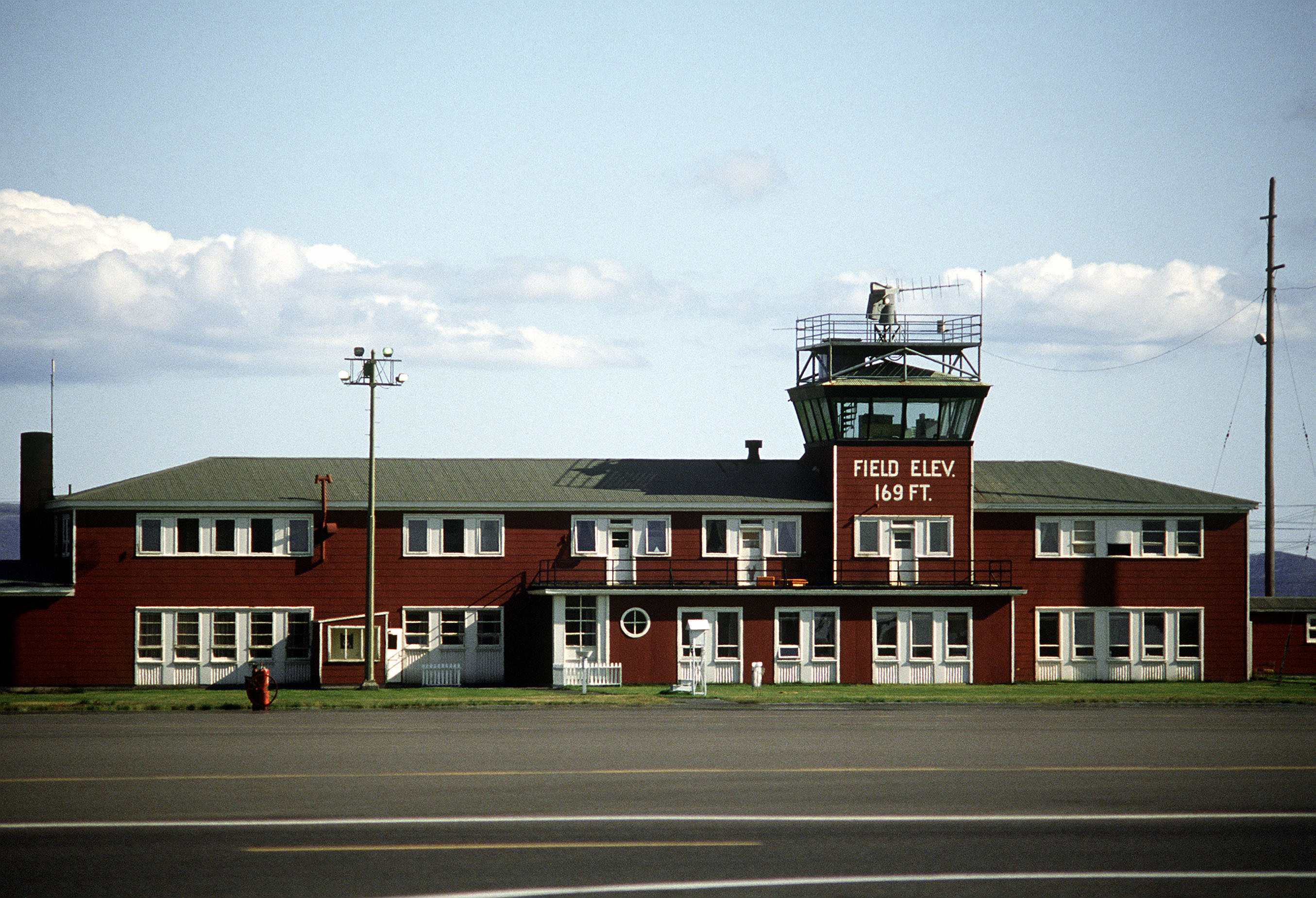
Militärisches Terminal (1982)
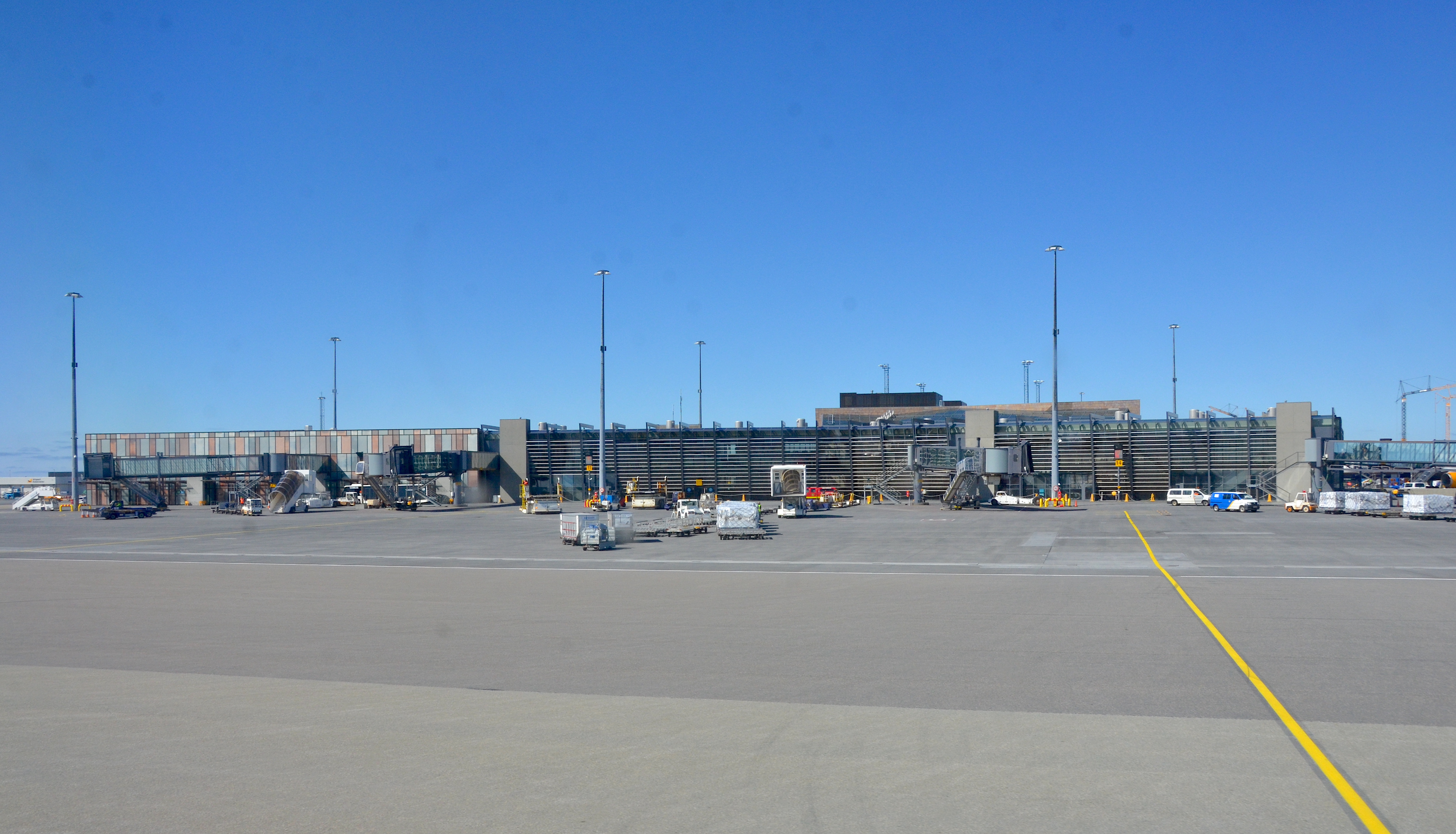
Terminal von der Piste gesehen
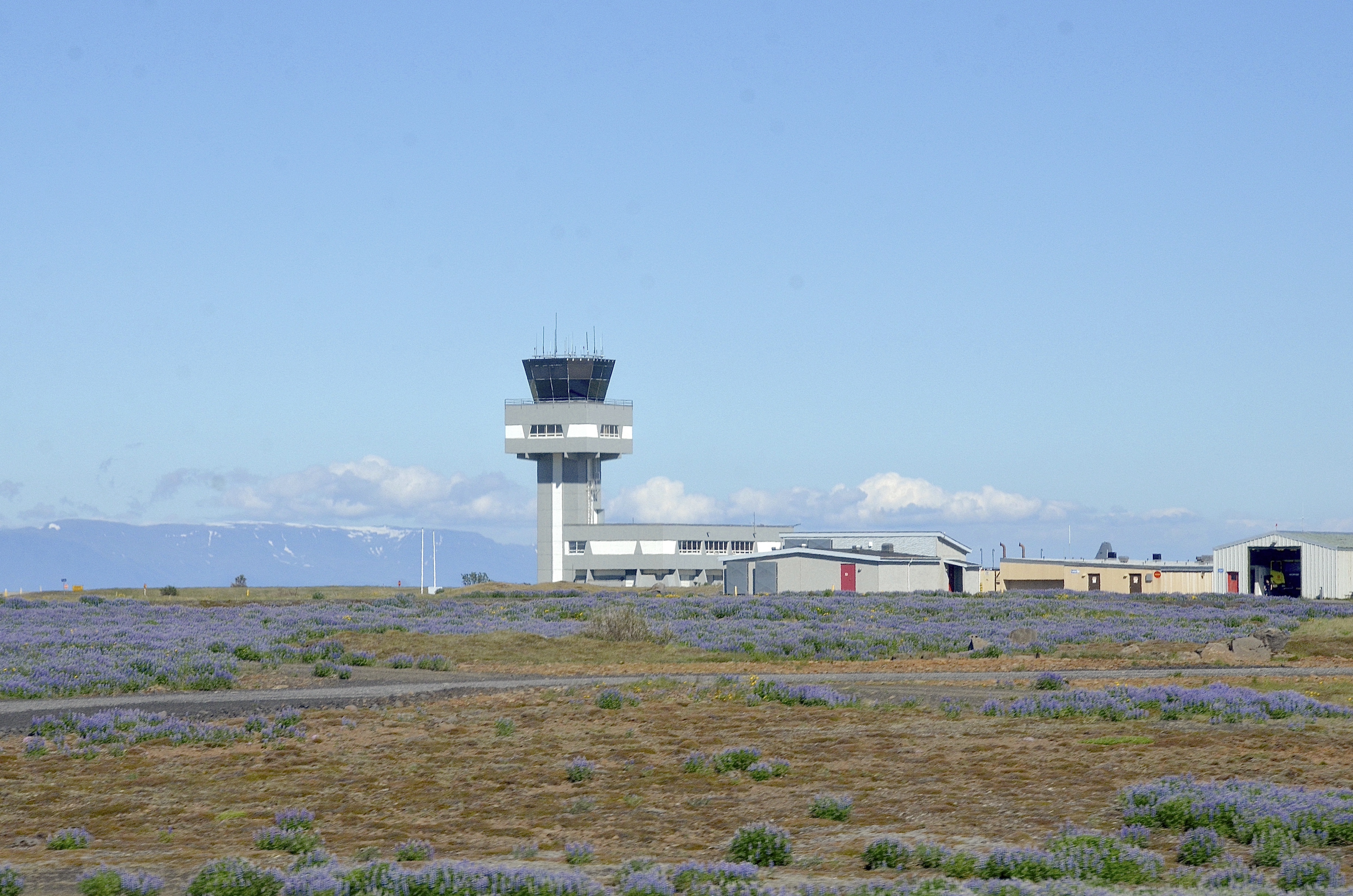
Tower von Keflavík